# Xã Atlanta, Quận Becker, Minnesota
Xã Atlanta (tiếng Anh: Atlanta Township) là một xã thuộc quận Becker, tiểu bang Minnesota, Hoa Kỳ. Năm 2010, dân số của xã này là 119 người.